# Cis maritimus
Cis maritimus es una especie de coleóptero de la familia Ciidae.

## Distribución geográfica
Habita en el Pacífico en el noroeste de América del Norte.